# Anthony O'Connor
Anthony O'Connor –conocido como Tony O'Connor– (Grimsby, Reino Unido, 1 de junio de 1969) es un deportista irlandés que compitió en remo.
Ganó cinco medallas en el Campeonato Mundial de Remo entre los años 1994 y 2001.
Participó en dos Juegos Olímpicos de Verano, en los años 1996 y 2000, ocupando el cuarto lugar en Atlanta 1996, en la prueba de cuatro sin timonel ligero.

## Palmarés internacional
| Campeonato Mundial | Campeonato Mundial            | Campeonato Mundial | Campeonato Mundial     |
| Año                | Lugar                         | Medalla            | Prueba                 |
| ------------------ | ----------------------------- | ------------------ | ---------------------- |
| 1994               | Indianápolis (Estados Unidos) | Medalla de bronce  | Dos sin timonel ligero |
| 1996               | Motherwell (Reino Unido)      | Medalla de plata   | Dos sin timonel ligero |
| 1997               | Aiguebelette (Francia)        | Medalla de plata   | Dos sin timonel ligero |
| 1999               | St. Catharines (Canadá)       | Medalla de bronce  | Dos sin timonel ligero |
| 2001               | Lucerna (Suiza)               | Medalla de oro     | Dos sin timonel ligero |